# Haworthia parksiana
Haworthia parksiana ist eine Pflanzenart der Gattung Haworthia in der Unterfamilie der Affodillgewächse (Asphodeloideae). Das Artepitheton parksiana ehrt irrtümlicherweise eine Frau Parks, bezieht sich aber eigentlich auf das Port Elizabeth Parks and Recreation Department in Südafrika.

## Beschreibung
Haworthia parksiana wächst stammlos und sprossend. Die 25 bis 35 dreieckigen bis fast lanzettlichen, scharf zurückgebogenen Laubblätter bilden eine Rosette mit einem Durchmesser von 3 bis 5 Zentimetern. Die schwärzlich grüne Blattspreite ist bis zu 1,5 bis 3 Zentimeter lang. Ihre Spitze ist kaum zugespitzt. Die Blattoberfläche ist winzig warzig.
Der schlanke Blütenstand erreicht eine Länge von bis zu 20 Zentimeter. Er besteht aus wenigen schmalen weißlichen Blüten, die eine blassgrünliche Nervatur aufweisen.

## Systematik und Verbreitung
Haworthia parksiana ist in der südafrikanischen Provinz Westkap am Groot Brak River verbreitet.
Die Erstbeschreibung durch Karl von Poellnitz wurde 1935 veröffentlicht.

## Nachweise